# Agnieszka Rzymianka
Agnieszka Rzymianka lub Agnia (w tradycji prawosławnej cs. Агния Римская) – niespełna 12-letnia dziewica i męczennica chrześcijańska, święta Kościoła katolickiego i prawosławnego z przełomu III i IV wieku, prawdopodobnie z okresu prześladowań Dioklecjana (pan. 284–305) lub Decjusza (pan. 249–251). Patronka dzieci, panien i ogrodników.

## Źródła historyczne
O szczegółach życia Agnieszki niewiele można znaleźć w starożytnych źródłach pisanych. Dwaj główni autorzy najstarszych opisów funkcjonowali około pół wieku po okresie jej życia. W 378 Ambroży z Mediolanu napisał retoryczny tekst De virginitate (O dziewictwie), a w 384 papież Damazy I utworzył epigramat ku jej czci. Wspomniani autorzy nie znali więc bezpośrednio losów Agnieszki. Ani późniejsze passio, ani greckie i syryjskie opowiadania nie zawierały wielu informacji historycznych. Legenda rozwijała się i ubogacała historię w różne elementy. Także powstające na bazie rozwijającego się kultu liczne hymny (m.in. Ambroży z Mediolanu, Aurelius Prudentius Clemens) oraz kazania (m.in. Augustyn z Hippony, Maksym z Turynu) niewiele mówiły o samej męczennicy.
Przekazy mówiące o Agnieszce podają odmienne informacje: Martyrologium rzymskie z V wieku wymienia ją pod datą 28 stycznia, a Deposilio martyrum 21 stycznia.  Jedna z pasji podaje informację, jakoby miała być spalona na stosie, a inna opisuje, że była ścięta mieczem przy Via Nomentana, a inna, że miejscem śmierci był stadion Domicjana.

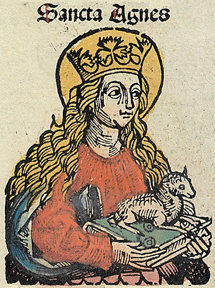
Święta Agnieszka w Liber chronicarum (1493)

## Dane historyczne
Agnieszka mieszkała w Rzymie na przełomie III i IV wieku. Jej rodzice byli chrześcijanami i wychowali ją zgodnie z zasadami wiary. Agnieszka zginęła śmiercią męczeńską podczas prześladowań za panowania cesarza rzymskiego Dioklecjana (lub Decjusza (III w.)), wyznając wiarę i broniąc dziewictwa. Ambroży podkreśla, że Agnieszka zmarła w dwunastym roku życia, bowiem ukończenie 12 lat było wówczas wiekiem pełnoletności dziewcząt, a tym samym wiekiem, w którym można wymierzać karę. Osiągnięcie 12 lat było także minimalnym wiekiem, w którym młoda chrześcijanka mogła złożyć profesję dziewictwa. Agnieszka należała do najpopularniejszych męczennic chrześcijańskich w Cesarstwie Rzymskim. Była wzmiankowana już w Depositio Martyrum oraz w Martyrologium Hieronimianum pod datą 21 stycznia. Opisywana także była w dziełach wielkich Scriptores Ecclesiastici: św. Ambrożego, św. Hieronima oraz św. Augustyna.
Akta męczeństwa św. Agnieszki pochodzą z późniejszego okresu i występują w trzech wersjach: jednej łacińskiej i dwóch greckich. Najstarszym jest jeden z tekstów greckich. Na nim oparto tekst łaciński, a drugi tekst grecki jest oparty na tłumaczeniu z łaciny. Pierwotny, starszy tekst grecki oraz tekst łaciński pochodzą z V wieku, z czasu św. Maksyma, biskupa Turynu. W aktach rozwinięty jest wątek wysłania Agnieszki do domu publicznego, by tam złamać jej opór, a ścięta została dopiero po tym, jak wyszła nietknięta z płomieni stosu.

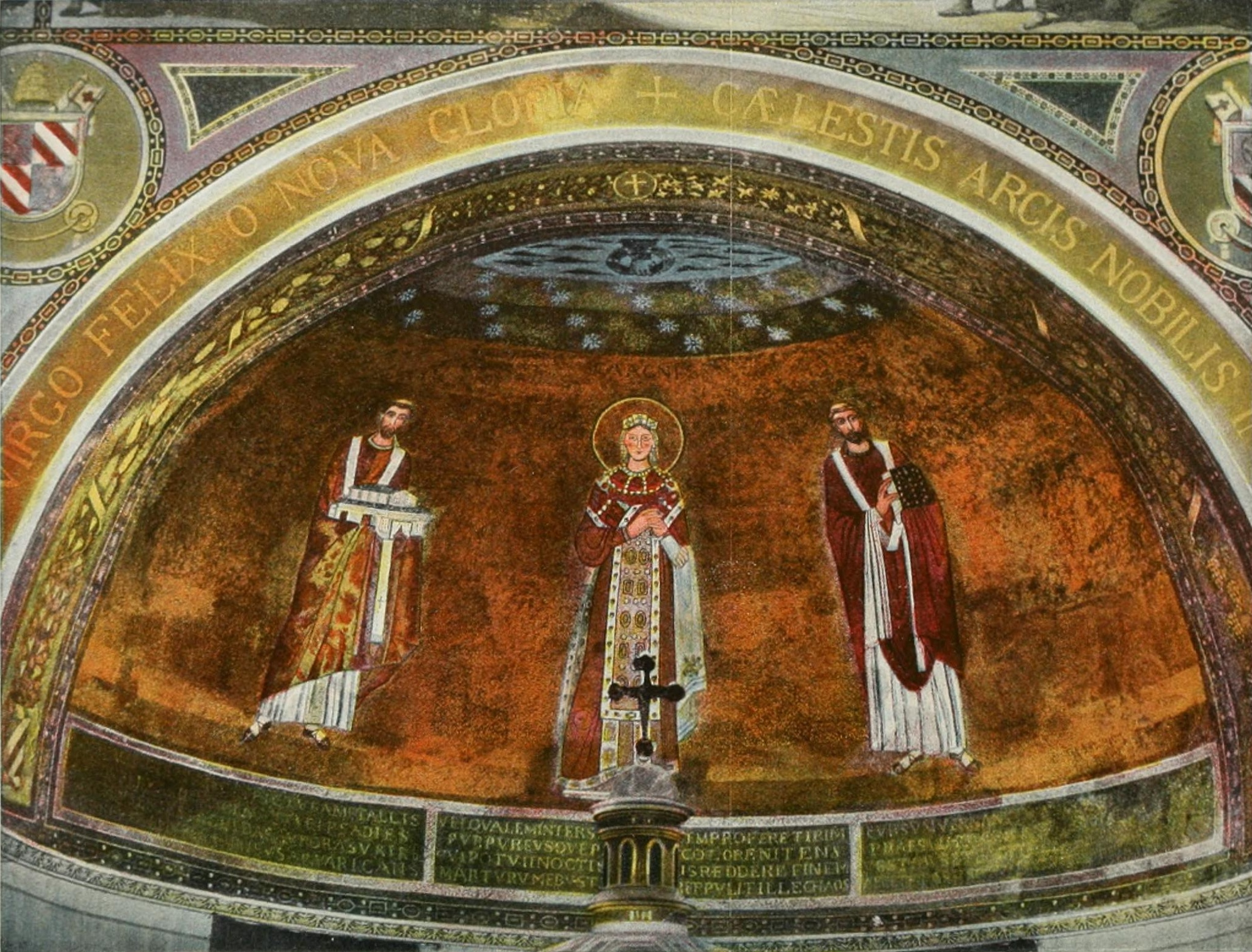
Święta Agnieszka na mozaice w apsydzie bazyliki św. Agnieszki za Murami

Agnieszka miała zginąć w podziemiach stadionu Domicjana, który znajdował się miejscu obecnego Piazza Navona. Miejsce upamiętnia (znany już od VII w.) kościół Sant'Agnese in Agone. Grób Agnieszki znajdował się w katakumbach przy rzymskiej Via Nomentana. W miejscu tym Konstantyna, córka Konstantyna I Wielkiego, wybudowała bazylikę (bazylika św. Agnieszki za Murami). Bazylika ta została przebudowana przez papieża Honoriusza I (625–638). W absydzie bazyliki została umieszczona mozaika przedstawiająca Agnieszkę wśród płomieni z mieczem u stóp. Na marmurowej płycie, stanowiącej część ołtarza z wcześniejszego kościoła, umieszczona jest płaskorzeźba świętej.
Świadectwa żywego kultu pochodzą już z IV w. Potwierdzają go wykopaliska archeologiczne, w tym płyta zamykająca niegdyś jej grób z inskrypcją Hague sanctissima (płyta jest przechowywana w zbiorach Muzeum w Neapolu), oraz napisy umieszczone w katakumbach w okolicy miejsca jej spoczynku. Martyrologium Rzymskie wspomina o Agnieszce 21 stycznia.

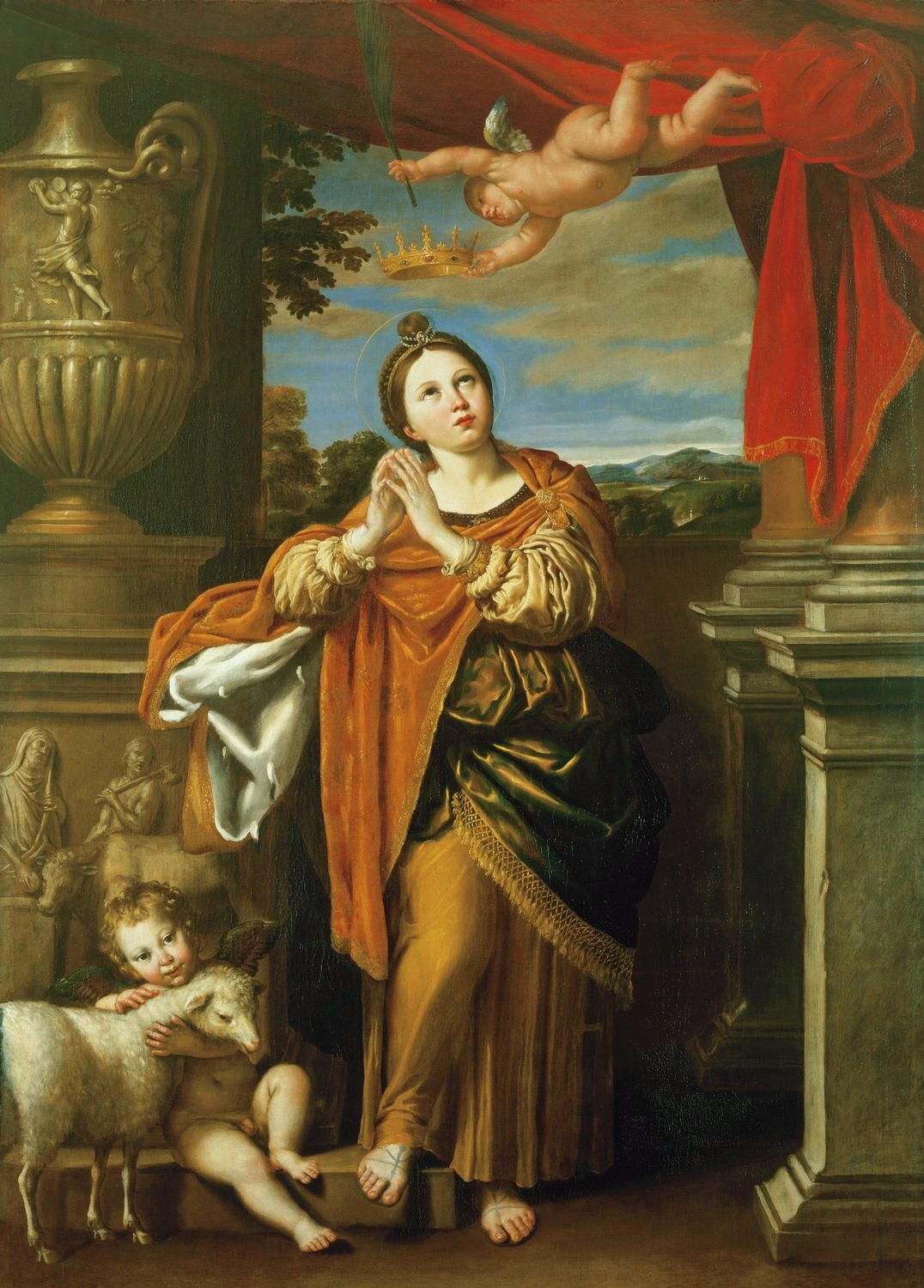
Święta Agnieszka na obrazie pędzla Domenichino, ok. 1620 rok

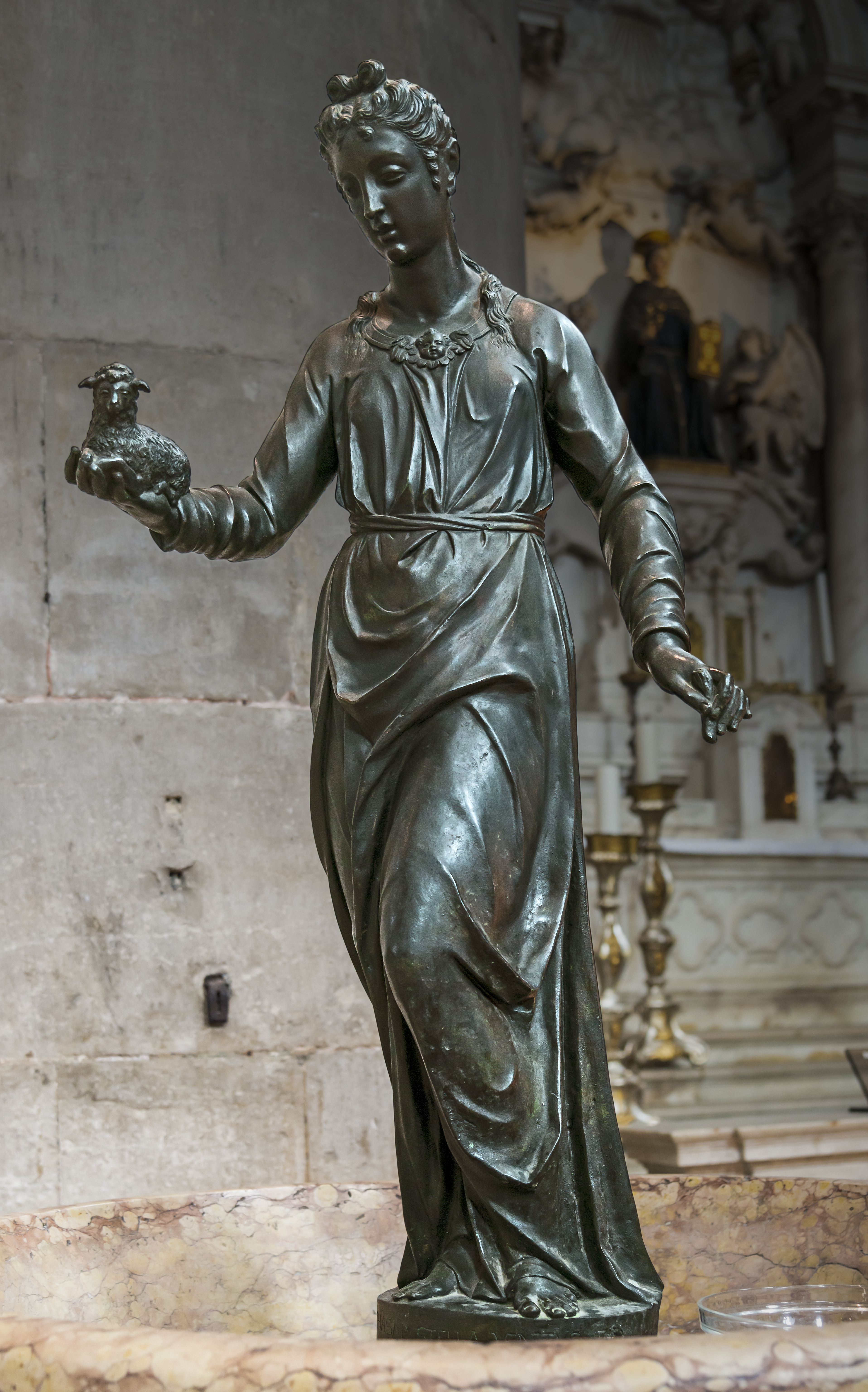
Santa Maria Gloriosa dei Frari (1593)

## Tradycja i kult
Według tradycji Agnieszka złożyła Bogu śluby czystości i w związku z tym odrzucała zaloty mężczyzn. Opór dziewczyny chciano skruszyć, stawiając jej zarzuty. Męczarnie miały ją skłonić do tego, by uległa i wyrzekła się wiary w Chrystusa. Ostatecznie Agnieszka została ścięta mieczem, a Ambroży opisywał, że szła na miejsce egzekucji „szczęśliwsza niż inne, które szły na swój ślub”. Poszczególne wersje legendy różnie opisują ucisk, jakiemu była przed śmiercią poddawana. 
„Encyklopedia kościelna” Nowodworskiego z 1873 określa rok śmierci Agnieszki na 304.
Obowiązkowe wspomnienie liturgiczne w Kościele katolickim obchodzone jest 21 stycznia. 21 stycznia w rzymskiej bazylice pod jej wezwaniem poświęca się dwa baranki, z których wełny tka się potem paliusze dla arcybiskupów.

### Ikonografia
W ikonografii przedstawiana jest w białej powłóczystej tunice lub okryta tylko długimi włosami. Atrybuty, które mogą towarzyszyć jej przedstawieniu to dwie korony: biała symbol czystości i niewinności oraz czerwona symbol męczeństwa. Baranek, niekiedy z nimbem lub sztandarem, symbol czystości nawiązuje też do ukazania się pod postacią baranka rodzicom w ósmym dniu po śmierci, oraz do etymologii imienia (baranek=agnus), zgodnie z  inną tradycją związaną z atrybutem baranka miała podarować papieżowi wełnę na paliusz, co przetrwało w tradycji do czasów współczesnych w postaci obrzędu ofiarowania w bazylice rzymskiej jej imienia, w dniu jej wspomnienia 21 stycznia, dwóch baranków, z których wełny benedyktynki z klasztoru św. Cecylii tkają paliusze dla nowych biskupów. Atrybuty męczeństwa to: płonący stos na którym została spalona, miecz od którego zginęła gdy wg. niektórych przekazów hagiograficznych, płomienie stosu nie wyrządzały jej żadnej krzywdy, oraz palma męczeństwa. Lilia i kość słoniowa to atrybuty niewinności i dziewiczego wstydu, odnoszą się zachowania niewinności gdy wystawiona obnażona na widok publiczny w sposób cudowny osłoniła się rozpuszczonymi długimi włosami. Księga albo zwój symbolizują wiarę, modlitwę oraz życie według Ewangelii. Roztropność i utożsamianie świętej z biblijna panną mądrą symbolizuje lampa oliwna. 
Od średniowiecza św. Agnieszka była przedstawiana w postaci baranka, symbolu jej dziewiczej niewinności. 
W tradycji zachodniej obrazowana jest również z dwiema koronami: dziewictwa i męczeństwa. Czasem obok postaci Agnieszki ukazywany jest płonący stos. W ikonografii wschodniej Agnieszka jest przedstawiana jako dziewczyna w żółtych szatach i z krzyżem męczeńskim. 

### Patronat
Agnieszka Rzymianka patronuje dzieciom, pannom i ogrodnikom.

## Przysłowia
Dzień wspomnienia św. Agnieszki jest spotykany w licznych polskich przysłowiach: 
- Gdy przyjdzie święta Agnieszka – przebija lód ogonem pliszka,
- Jak na św. Agnieszkę mróz, to wygryzki do nawozu włóż,
- Jeśli na Agnieszkę pochmurno – to o len nietrudno, a jeśli jasno – to o len ciasno,
- Jeśli święta Agnieszka wypuści skowronka z mieszka, to już zima na ziemi długo nie pomieszka,
- Na Agnieszkę mróz, składaj chłopie wóz,
- Na świętą Agnieszkę – wychodzi woda na ścieżkę,
- Od św. Agnieszki już posprzątaj z drzew liszki, a jeśli mróz tęgi, szczep gonty i dęgi; radź o drzewie, o stodole, nawozy też wywóź w pole,
- Po św. Agnieszce napije się wół na ścieżce,
- Agnieszka łaskawa – puszcza skowronka z rękawa,
- Agnieszka li łaskawa – wkrótce w polu zabawa,
- Agnieszka li nielusa (ospała) – jeszcze zimie pokusa,
- Dobra Agnieszka – kto z nią nie mieszka,
- Od świętej Agnieszki – już sprzątaj z drzew liszki, a jeśli mróz tęgi – szczep gonty i dęgi,
- Skromna jak święta Agnieszka – a diabeł w niej nie mieszka,
- Święta Agnieszka – wypuszcza skowronka z mieszka.